# Еон Флакс
«Еон Флакс» (в оригіналі — Іон Флакс, англ. Æon Flux) — науково-фантастичний фільм-екшн 2005 року режисера Керін Кусами, вільна адаптація науково-фантастичного мультиплікаційного телесеріалу із тією ж назвою, створеного аніматором Пітером Чангом. Шарліз Терон грає титульну роль у фільмі, Пітер Чанг зіграв другорядну роль у цій кіноверсії свого твору.
Події фільму розгортаються 2415 році, після того, як 2011 року вірус знищив 99 % населення Землі. Люди мешкають у єдиному на планеті місті Брегні (Bregna), оточеному стінами місті-державі. Брегною керує Рада науковців, проти якої міцніє підпілля. Партизани збираються вбити тирана Гудчайлда, що доручено агентові № 001 — жінці Еон Флакс..
На екрани США фільм вийшов 2 грудня 2005 року (Paramount Pictures).

## Сюжет
Земля майже збезлюділа внаслідок хвороби 2011 року, проте геніальний лікар Гудчайлд зумів врятувати мізерну частку людства завдяки винайденій ним вакцині. Його рід побудував єдиний тепер мегаполіс на планеті, відгородившись від зовнішнього середовища. Через 400 років «моніканці» (Monicans, від грец. μόνος, «один»), які прагнуть життя за межами міста, борються проти влади Гудчайлдів. Із секретних агентів руху опору залишилося двоє: головна героїня Еон Флакс і її коханка Ситандра, що має кисті на ногах.
Еон отримує завдання здійснити диверсію в системі стеження. Після виконання завдання Еон виявляє, що її сестру Уну вбито, а вину влада покладає на її друга Клавдія. Наступним завданням Еон стає вбити тирана міста — Тревора Гудчайлда під час репетиції його промови на форумі. Крізь наповнений пастками сад разом із Ситандрою Еон проникає до місця проведення форуму. Під час форуму брат Тревора, Орен, заявляє, що опозицію належить фізично винищити, з чим Тревор не згоден. Коли Тревор припиняє засідання і рушає на репетицію, Еон намагається його застрелити, проте він називає її ім'ям Кетрін, що викликає у Еон спогади про події, яких не могло бути. Скориставшись цим, її схоплює варта і кидає до в'язниці.
Отямившись, Еон тікає завдяки допомозі невідомого доброзичливця. Вона зустрічає Клавдія, що працює в ботанічному саду Гудчайлда, і свариться з ним через смерть Уни. Та згодом Еон розуміє, що у воду, яку вона випила у в'язниці, було додано послання, в якому Тревор просить Еон зустрітися з ним. Еон вирішує дослухатися його, але знову втрачає самоконтроль через спогади і згодом отямлюється в ліжку з Тревором. Вона намагається задушити Тревора, та обшукуючи кімнату, знаходить потаємні сходи до лабораторії Гудчайлда. Забравши звідти диктофон і свою фотографію, Еон стикається із Фреєю. Ситандра застає Еон, коли та слухає запис із диктофона, та вирішує, що Еон зрадила монокіанців. Еон вдається подолати її в бою та зв'язати, після чого, довіряючи туманним спогадам, вона вирушає на дирижабль, що висить над містом.
Там вона знаходить дані, що Уна насправді жива та має тепер ім'я Саша Прілло, та відомості, що глава монокіанців пов'язаний з Треворовим братом Ореном Гудчайлдом. Тим часом рада Брегни отримує відеозапис перебування Тревора з Еон, і визнає це доказом його неблагонадійності. Одночасно монокіанці вирішують вбити Еон за невиконання даного їй завдання. Тревор прибуває на дирижабль і дізнається від його Хранителя, що Еон справді була там.
Розшукуючи Сашу Прілло, Еон знаходить родину з немовлям. Слідом за нею з'являється Тревор, який пояснює, що чотириста років тому від вірусу, що вразив населення Землі, була знайдена вакцина, побічним ефектом якої було безпліддя. Тому було вирішено таємно клонувати людей, приховуючи імплантацію запліднених яйцеклітин за медичними обстеженнями. ДНК кожної померлої людини зберігається в дирижаблі, в міру смерті інших людей використовуючись для вирощення клонів. З цієї причини населення Брегни не зростає. Гудчайлди протягом семи поколінь клонують себе, зберігаючи владу і накопичуючи знання. Коли ж деякі жінки почали вагітніти природним чином, Орен наказав таємно знищувати їх, вважаючи, що народження людей, генетичні параметри яких наперед невідомі, завадить подальшому контролю над населенням.
Еон і Тревор вирішують забрати з лабораторії відомості про жінок, здатних зачати самостійно. Дорогою туди, Еон дістає свою фотографію і Тревор пояснює, що Еон — це клон його дружини Кетрін. Еон і Тревор розуміють, що як і раніше кохають одне одного і Еон повністю відновлює спогади про своє перше життя.
Орен з великим загоном озброєних людей оточує Еон і Тревора, коли туди ж прибувають монокіанці. В перестрілці гинуть всі монокіанці, включаючи Ситандру, а також Орен. Рада Брегни, втративши Орена як кандидата на головування містом, повертає владу Тревору. Еон підриває дирижабль зі зразками ДНК, апарат падає і таранить стіну міста. Побачивши за стіною відновлену природу, Еон, Тревор та інші люди йдуть у новий для них світ.

## Ідеї фільму
Æon Flux ([ˌiːɒn ˈflʌks], звучить як «Іон Флакс»), ім'я титульної героїні і всього твору — це ідіома із двох понять: Æon і Flux.
 Слово aeon, що також пишуть як eon чи æon, початково значить «життя», або «буття»; пізніше воно змінило смисл на «вік», «вічність» або «навіки». Це латинська транслітерація із койне грецького слова «ὁ αἰών» (ho aion), що походить від архаїчного «αἰϝών» (aiwon); див., зокрема: Еон (міфологія)). Термін flux із англійської перекладається як «потік», «плин». Таким чином усю ідіому можна розуміти як «плин вічності» або, менш буквально, за контекстом фільму — «постійне переродження». 
Головні ідеї, які автори порушують у фільмі:
- не варто людині втручатися у природний процес життя живої істоти, а насамперед — людини. Це не лише приносить самі проблеми для людини, це також суперечить закономірностям, якими керуються речі і явища у природі, що становить загрозу усьому порядку речей (так химерно виглядає модифікована руконога Ситандра);

- людина не повинна зазіхати на життя інших живих істот: клонуючи людину, отримуємо не нову живу особину, а «скалічену» копію того, що віджило і мало умерти;

- природа сама виправить помилки, які стаються у розвитку живого виду (як-от проблема безпліддя у фільмі) — або ж вид зникне як нежиттєздатний

Æon Flux — герої фільму проживають своє життя знову і знову, і з кожним разом ситуація лише ускладнюється, а саме суспільство перебуває на межі соціальної катастрофи.
Æon Flux — це заклик до людства припинити необережно і навально втручатися у царини буття, які людина поки не здатна опанувати.

## У ролях
- Шарліз Терон як Æон Флакс
- Мартон Чокаш як Тревор Гудчайлд[en]
- Джонні Лі Міллер як Орен Гудчайлд
- Софі Оконедо як Ситандра
- Піт Постлетвейт як Хранитель
- Френсіс Макдорманд як Гендлер
- Амелія Ворнер як Уна Флакс
- Ральф Герфорт[de] як Садівник
- Каролін Шикезі[en] як Фрея
- Ніколай Кінскі[en] як Клаудіус
- Патерсон Джозеф[en] як Гірокс
- Янкзом Брауен[en] як Інарі

## Виробництво
Сценарій до фільму було написано Філом Геєм (Phil Hay) і Метом Манфреді (Matt Manfredi), а режисером стала Керін Кусама. Персонаж Æon Flux зіграла оскароносна Шарліз Терон. Цей фільм було вироблено компанією MTV Films. Дуже незвичним для MTV Films було знімати бойовики і фантастику (зазвичай це розважальні музичні фільми, фільми про співаків, музикантів, спортсменів тощо).
На ранніх стадіях виробництва фільму актрису Мішель Родрігес розглядали на роль Æon, з огляду на її попередню співпрацю з режисером Кусамою у фільмі «Girlfight» (котрому сайт Reelviews.net дав три із половиною зірки з чотирьох, зазначивши, що «для режисера-початківця Керін Кусами, „Girlfight“ добре зробленим і емоційно задовільним дебютом).».
Керін Кусама мала намір знімати у Бразиліа (Бразилія), бо архітектура міста відповідала її уявленням про Брегну. Проте ідею відкинули, бо у Бразилії недостатньо інфраструктури і технічних спеціалістів для більшості вимог із виробництва фільму такого рівня. Після огляду кількох міст світу, Берлін і Потсдам у Німеччині було обрано як локації для зйомок. Берлін мав кілька локацій, які підходили для передання органічно структурованого світу Æon Flux. Команді вдалося отримати доступ до кількох місць, де ніколи не дозволяли зйомок: крематорій Трептова (округ Берліна), Адлерсхофська вежа Trudelturm («вежа-товстунець») і Windkanal аеродинамічній трубі, а також «Будинок культур світу». Як додаткову локацію використовували «зоологічний театр» (де робили розтини тварин), побудований у 1790 році для підготовки ветеринарів, розміщений у притулку для тварин у Берліні.
Зйомки було тимчасово припинено на місяць у вересні 2004, коли Терон лікувала пошкодження шиї, що вона отримала під час постановки трюків для зйомок задніх стрибків з переворотом (фляків). Її було госпіталізовано в Берліні на п'ять днів і ще шість тижнів пішло на фізіотерапевтичну реабілітацію.
Æon Flux вийшов на DVD у 25 квітня 2006 року. Від продажів DVD уже на серпень-місяць 2006 було отримано $31.80 мільйонів. Тож загальна сума зборів сягнула $84.1 мільйон, що врятувало фільм від фінансового провалу.

## Цікаві факти
- Зйомки картини почалися в серпні 2004 в Берліні і тривали всього 4 місяці.
- Усі трюки Шарліз Терон виконувала сама. Для підготовки до цієї ролі Шарліз Терон провела три місяці упертих тренувань.
- Після інциденту і пошкодженням шиї, в контракті Терон з'явився пункт: «без трюків».
- Теглайни картини промовляють: «Майбутнє скороминуче»; «Ідеальне майбутнє шокує».

## Рецензії
Paramount Pictures вирішила не показувати Æon Flux для критиків до релізу фільму. Фільм став другим у США за касовими зборами за початковий тиждень, зібравши $12,661,112, пропустивши вперед тільки «Гаррі Поттер і келих вогню». Наступного тижня Aeon Flux втратила динаміку касових зборів на 63,97 %, опустившись на шосту позицію у рейтингах. На 9 лютого 2006 року фільм зняли із показу в кінотеатрах, касові збори склали $25,9 млн у США і всесвітній показ зібрав $52,3 млн.
Реакція критиків у цілому була негативною. Фільм отримав 10 % рейтингу 'rotten' («гнилість») сайту «Гнилі помідори», із вердиктом: «Кіноверсії „Aeon Flux“ бракує напруження, захопливого темпу свого мультиплікаційного попередника, і, попри деякі спалахи і просвітлення, що мають місце у фільмі, — це, в цілому, нудна історія.». Фільм зібрав 36 зі 100 на Metacritic. Було визнано, що фільм є касовим провалом, адже його прямі надходження склали менше, аніж його $62-мільйонний кошторис.
Хоча Пітер Чанг випромінював оптимізм стосовно фільму і був вражений відвідинами виробничого процесу над фільмом, він врешті-решт описав його як «травестію», додавши: «Я не отримав задоволення, коли прочитав сценарій чотири роки тому; дивлячись довгу, мов саме життя, історію моєї героїні у переповненому театрі, я почувався, безпорадним, приниженим, і засмученим. … Творці фільму стверджували, що вони люблять оригінальну версію; однак вони не поширили цю віру на свою аудиторію. Навпаки, вони розжували усе для публіки, яка незвикла до „пережованого“, напівфабрикатного і очищеного продукту, як вони (творці) це собі люблять.» Чанг описав свою основну претензію проти фільму у зображеннях персонажів Еон і Тревора переписаній історії їхніх стосунків. Він навіть стверджував, що: «Місіс Флакс насправді не з'являється в фільмі». Автори сценарію Філ Гей і Мет Манфреді в інтерв'ю сказали, що студія вирізала 30 хвилин фільму із режисерської версії, яка містить саме ті речі, про які Чанг говорив у своїй критиці фільму.
На українському сайті kino-teatr.ua Ігор Даровський зазначив: «…назвати „Еон Флакс“ фільмом досить важко. Так, кліп якийсь, у котрому іноді ще й розмовляють… Іще одна банальна і притягнута за вуха історія у стилі нещодавнього „Дума“ (Doom (фільм) — Авт.), у котрій не потрібно не лише думать, а й дивитися майже нема на що (рецензент був відверто засмучений невеличкими формами Терон у порівнянні із пишнотілою Холлі Беррі — Авт.)…»
Абсолютно протилежну думку знаходимо на сайті hitshow.net.ua: «„Еон Флакс“ слугує яскравим прикладом тріумфу форми над змістом і радує, власне, лише тільки одним: видовищем розкішних сідниць Чарліз Терон. Уже вибачайте за відвертість. Добре, скажемо делікатніше: розкішної фігури Чарліз Терон. Суть від цього ніяк не зміниться»
Redder із сайту www.kinofilms.ua єдиний із усіх, хто звернув увагу на гру слів у назві фільму («Еон Флакс» дослівно означає «Плин Вічності»), і критикував не творців фільму, а перекладачів. Стосовно самого фільму було зазначено таке: "«Так, це „тупа фантастика“… Але тупість ця — винятково гарна, а тому дивиться дуже жваво й без нарікань. …симпатичний фільм без особливого значеннєвого навантаження. Трохи не дотягує за рахунок цього до „Острова“. А так — дивитися рекомендується».

## Музика
Новозеландський композитор Грем Ревелл написав музичні теми до фільму «Æon Flux». Примітно, що його вважають відносно невідомим новозеландцем у кіноіндустрії (у порівнянні з іншими голлівудськими представниками Нової Зеландії, такими як Ганна Пакуін, Сем Нілл і Зої Белл), попри те, що Грем Ревелл пише музику для кіно уже понад 30 років.
Саундтреки доступні завдяки компанії Varèse Sarabande, як вказано на офіційному сайті фільму.
| Æon Flux - Original Motion Picture Soundtrack | Æon Flux - Original Motion Picture Soundtrack      | Æon Flux - Original Motion Picture Soundtrack |
| #                                             | Назва                                              | Тривалість                                    |
| --------------------------------------------- | -------------------------------------------------- | --------------------------------------------- |
| 1.                                            | «Брегна 2415 (Bregna 2415)»                        | 4:47                                          |
| 2.                                            | «В'язниця (The Panopticon)»                        | 2:33                                          |
| 3.                                            | «Уна Флакс (Una Flux)»                             | 1:13                                          |
| 4.                                            | «Сад тортур (Torture Garden)»                      | 2:40                                          |
| 5.                                            | «Терористична місія (Monican Mission)»             | 1:14                                          |
| 6.                                            | «"Хороші хлопці" ("Good Boys")»                    | 2:40                                          |
| 7.                                            | «Поцілунок (The Kiss)»                             | 3:18                                          |
| 8.                                            | «Релікал і Хранитель (The Relical And Keeper)»     | 4:22                                          |
| 9.                                            | «Клони (Cloning Discovery)»                        | 5:15                                          |
| 10.                                           | «Граната/Погоня в метро (Grenade!/Monorail Chase)» | 3:49                                          |
| 11.                                           | «"Я пам'ятаю" ("I Remember")»                      | 1:38                                          |
| 12.                                           | «Вишневий сад (The Cherry Orchard)»                | 3:51                                          |
| 13.                                           | «Смерть Орена Гудчайлда (Oren Goodchild Dies)»     | 3:42                                          |
| 14.                                           | «Спогади знищено (Destroying The Memories)»        | 4:04                                          |
| 15.                                           | «Еон Флакс (Æon Flux)»                             | 3:34                                          |

## Комікс із попередніми подіями
У кінці 2005-го, видавництво «Dark Horse Comics» видав чотиритомну серію коміксів обмеженим тиражем, що базувалася на основі фільму. Сюжетна лінія слугує приквелом фільму і є сумішшю дизайну і персонажів телесеріалу Пітера Чанга Peter Chung's і елементами сюжету із фільму 2005-го року. У коміксі є кілька відмінностей. Так у коміксі персонаж Æon лише віддалено нагадує Шарліз Терон, тоді як Ситандру, що її грає у фільмі чорна актриса, у коміксі зображено європеоїдною жінкою. Перший том комікса базується на місії Æon Flux із мінісеріалу: саботаж планів уряду Брегни знищити ліс за межами міських мурів. Наступні два випуски комікса публікувалися, коли фільм вийшов на екрани, а коли останній четвертий випуск відбувся, фільм уже зняли із прокату у більшості кінотеатрів світу. Видавництво «Dark Horse» не оголошувало, чи планує воно публікувати у подальшому комікси на основі історії про Æon Flux.

## Відеоігри
Детальніше: Æon Flux (відеогра)
Æon Flux — це відеогра-адаптація фантастичного фільму 2005 року із тією ж назвою, проте включає елементи мультсеріалу Æon Flux. Гру було випущено 15 листопада 2005 року у Північній Америці для гральних консолей PlayStation 2 і Xbox.
Сюжетна лінія гри призначена заповнити прогалину між телесеріалом і фільмом і намагається пояснити різні невідповідності, наприклад: поява джунглів навколо Брегни і різницю між персонажем Тревона Гудчайлда у телесеріалі (однозначно антагоністичний персонаж) і в фільмі (де образ його у цілому позитивний). Однак, більша частина відеоефектів гри і тонів у зображуваному світі має коріння більше у фільмі, ніж у телесеріалі; особливо це видно із зовнішнього вигляду Æon у грі (він значною мірою базується на зовнішності Шарліз Терон, озвучили ж образ Æon і Тревора актори фільму.
Прикметно, що було кілька спроб створити відеогру на основі історії про Æon Flux; 2005-го року сталася лише найуспішніша спроба. До цього була спроба випустити гру у квітні 1996 року для PlayStation від розробника Cryo Interactive, засновану на оригінальному мультсеріалі. Її реліз було анонсовано на 9 квітня 1996 р. для PlayStation і Windows 95. Гра базувалася на сюжеті епізоду «Деміург», її розробила «Cryo Interactive», а випустити мала компанія «Viacom New Media». Цього ж року гра з'явилася на виставці «E3», її рекламу було включено до VHS-релізу 1996 року мультсеріалу. «Viacom New Media» у розробці гри об'єдналася з «Virgin Interactive». Це злиття призвело до того, що «Cryo» було позбавлено прав на використання власності марку «Æon Flux». Роботи над розробленням гри припинили.
Також була спроба у 2000-му році від The Collective. Розробляти гру узялася фірма «The Collective, Inc.», реліз готувала фірма GT Interactive. Розробники використовували поточну версію рушія Unreal Engine, і гра мала стати 3-D бойовиком від першої особи, дуже схожою на попередню гру від «The Collective, Inc.», Star Trek: Deep Space Nine: The Fallen. Проте, із якихось причин на стадії розробки гру було скасовано і проект закрито.
Тільки 2005-го року, щоб скористатися рекламою, яку було зроблено фільму, розробник Terminal Reality було зроблено спробу прив'язати гру до фільму. Команді розробників було дано лише 10 місяців на виконання завдання (дуже короткий час, щоб створити гру «з нуля» як на 2005 рік), оскільки випуск гри присвячувався прем'єрі фільму в кінотеатрі. Команда Terminal Reality справилася із цим завданням, використавши у грі рушій із свого ранішого проекту BloodRayne 2, що значно скоротило час розробки і «Æon Flux» вийшла на ринок у листопаді 2005-го.